# (13510) 1989 OL
(13510) 1989 OL est un astéroïde de la ceinture principale découvert en 1989.

## Description
(13510) 1989 OL a été découvert le 29 juillet 1989 à l'observatoire de l'université du Mont John, situé près du lac Tekapo en Nouvelle-Zélande, par Alan C. Gilmore et Pamela M. Kilmartin.

### Caractéristiques orbitales
L'orbite de cet astéroïde est caractérisée par un demi-grand axe de 2,54 UA, un périhélie de 2,20 UA, une excentricité de 0,13 et une inclinaison de 13,08° par rapport à l'écliptique. Du fait de ces caractéristiques, à savoir un demi-grand axe compris entre 2 et 3,2 UA et un périhélie supérieur à 1,666 UA, il est classé, selon la JPL Small-Body Database, comme objet de la ceinture principale.

### Caractéristiques physiques
(13510) 1989 OL a une magnitude absolue (H) de 13,9 et un albédo estimé à 0,355.